# Fischen im Allgäu
Fischen im Allgäu, Fischen i.Allgäu – miejscowość i gmina w południowych Niemczech, w kraju związkowym Bawaria, w rejencji Szwabia, w regionie Allgäu, w powiecie Oberallgäu, siedziba wspólnoty administracyjnej Hörnergruppe. Leży w Allgäu, w Alpach Algawskich, około 7 km na południe od Sonthofen, nad rzeką Iller, przy drodze B19 i linii kolejowej InterCity; Oberstdorf–Ulm ze stacją kolejową Fischen.

## Dzielnice
| - Au - Berg - Burgegg - Hof - Jägersberg - Kreben | - Langenwang - Maderhalm - Oberthalhofen - Unterthalhofen - Weiler |

## Historia
Fischen im Allgäu było znane w 906 jako Fiskina. Jako dzielnica hrabstwa Königsegg-Rotenfels włączone w 1804 do Austrii, lecz na mocy traktatu pokojowego z Brna i Bratysławy w 1805 wraz z hrabstwem została dołączona do Bawarii.

## Turystyka
Fischen im Allgäu jest kurortem klimatycznym, który odwiedza co roku około 580 tys. osób. Miejscowość jest "bramą" dla turystów wychodzących w góry. Znajduje się tu ok. 50 km ścieżek spacerowych i wędrowniczych. Atrakcjami jest dom uzdrowiskowy "Fiskina", odkryty basen oraz plac sportowy.

## Zabytki
- kaplica Frauenkapelle
- Kościół pw. św. Weroniki (St. Verena)
- tartak
- Fischinger Heimathaus z muzeum narciarstwa

## Polityka
Wójtem gminy jest Edgar Rölz, rada gminy składa się z 14 osób.
|      | CSU | Fr. Wähler e.V. für Bürgernähe und dörfliche Gem. | Razem |
| 2008 | 9   | 5                                                 | 14    |
| 2002 | 8   | 6                                                 | 14    |

### Współpraca
Miejscowość partnerska: 
- Langenwang, Austria (kontakty utrzymuje dzielnica Langenwang)